# Els Masos (Vallmanya)

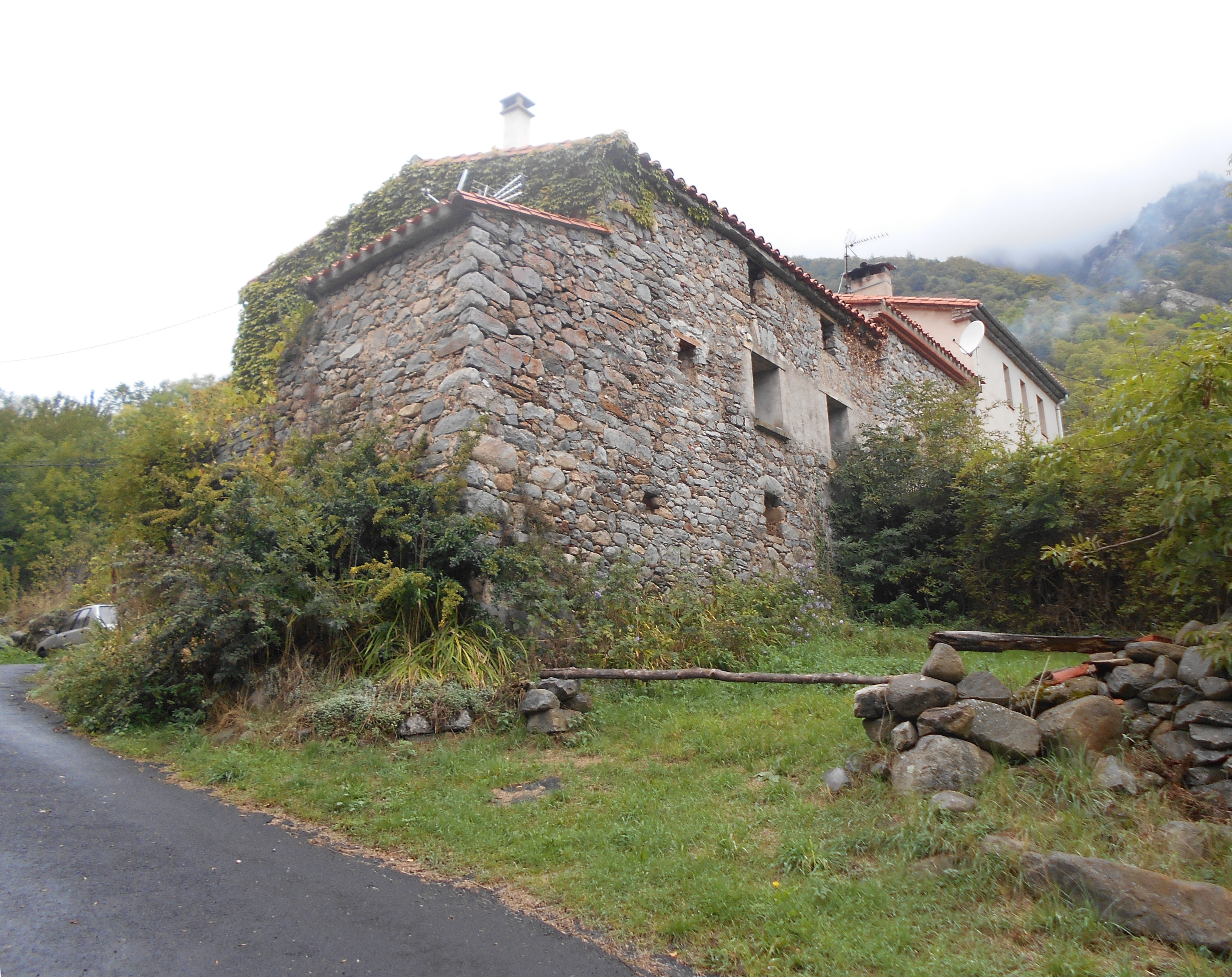
El veïnat

Els Masos és un petit veïnat del comú de Vallmanya, a la comarca del Conflent, de la Catalunya del Nord. És a quasi dos quilòmetres al sud-oest del poble de Vallmanya, al final de la carretera D - 13d (Vallmanya - els Masos).
Els masos que formen el veïnat, d'hàbitat dispers, són els de Perutxa, amb tres edificis, Pere Esteve, amb dos, Pere Jaume, també amb dos (de fet, un continuïtat de l'altre: possiblement es tracta de l'edifici vell i el nou al seu costat) i de la Creu. El darrer és una mica desplaçat al nord-est, en la direcció del poble de Vallmanya. Hi ha també les restes d'una farga destruïda en uns aiguats del segle xvii.
Els Masos és un punt de partida habitual en les excursions d'ascens al Massís del Canigó, travessant el Bosc del Canigó, passant pel Refugi dels Cortalets o el de Prat Cabrera, cap al nord-oest, o pels de l'Estanyol i del Pinetell, cap al sud-oest.